# Toyota Prius Plug-in

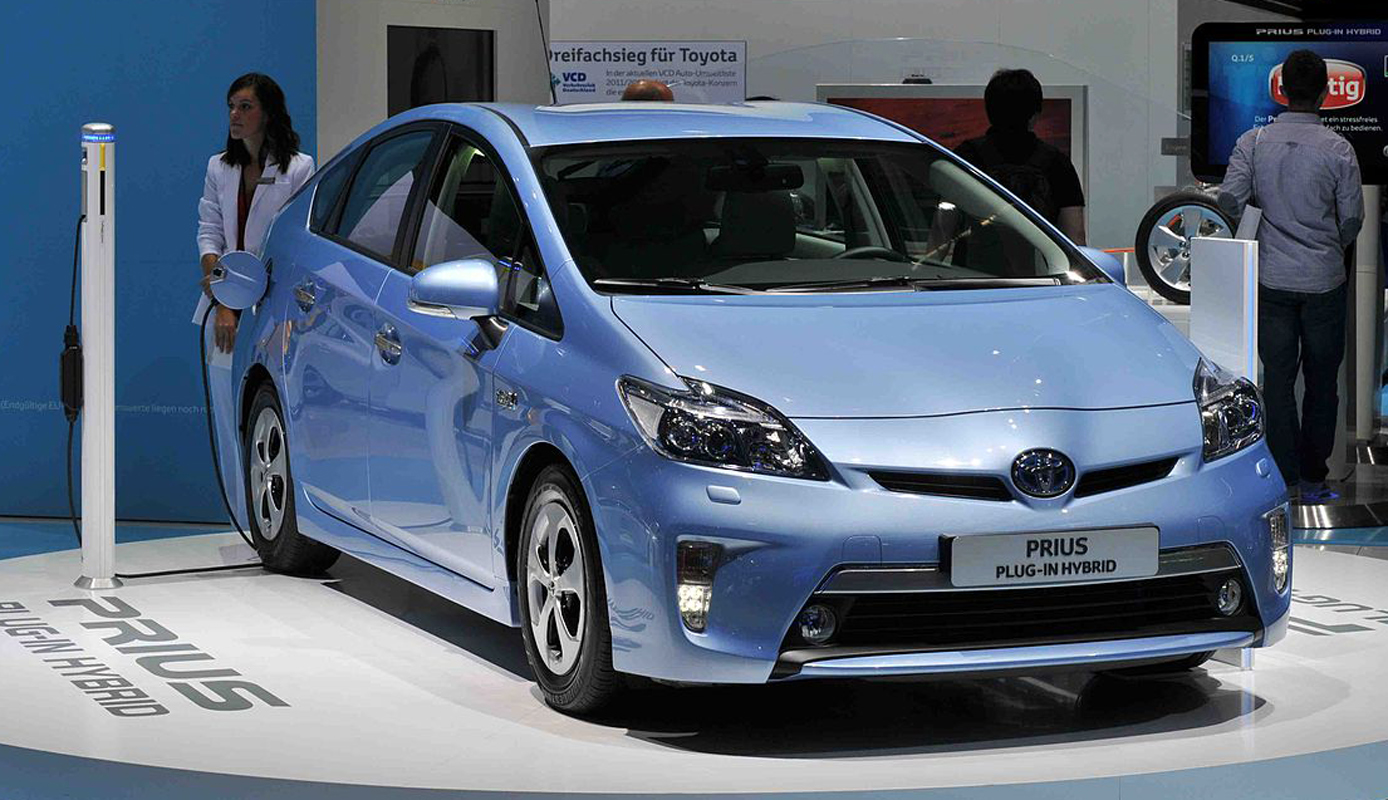
Prius Plug-in Hybrid exhibido en el Show Automovilístico de Frankfurt de 2011

El Toyota Prius Plug-in o Toyota Prius Plug-in Hybrid, o Prius PHEV, es un automóvil híbrido eléctrico enchufable (PHEV) producido por Toyota Motor Corporation. Las entregas de la versión de producción se iniciaron en Japón en enero de 2012, en Estados Unidos en febrero y en Europa en junio de 2012. El Prius PHEV se basa en la tercera generación del Toyota Prius (model ZVW30) y está dotado con batería de ion de litio de 5.2 kWh desarrollada en conjunto con Panasonic, la cual permiten un rango de operación en modo exclusivamente eléctrico superior al híbrido Prius convencional, tanto en distancia como en velocidad, permitiéndole alcanzar 23 km (14,3 mi) en modo exclusivamente eléctrico.
Toyota lanzó a finales de 2009 un programa de demostración global que involucró 600 Prius Plug-in de prueba, el cual tuvo lugar en Japón, Europa, Canadá, Australia, Nueva Zelanda y los Estados Unidos. Hasta octubre de 2012, más de 21.600 Prius PHVs han sido vendidos alrededor del mundo, con 9.623 unidades vendidas en los Estados Unidos, seguido de Japón con 9.500 unidades y Europa con más de 2.400 unidades.

## Especificaciones técnicas

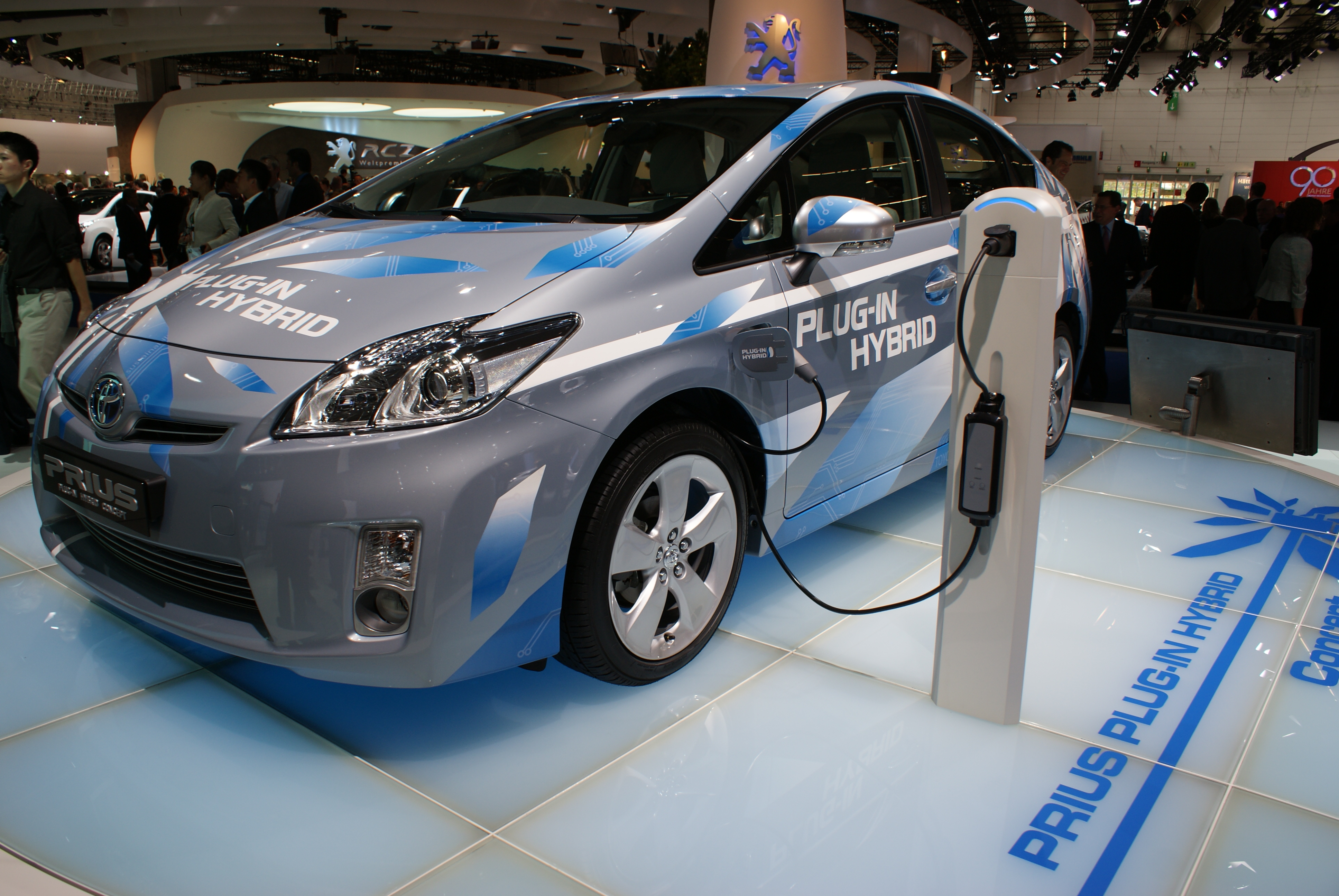
Prototipo del Toyota Prius Plug-In exhibido en el Salón del Automóvil de Frankfurt de 2009.

El Prius Plug-in fue diseñado para recorrer 23 km (14 mi) con una sola carga y la velocidad máxima que puede alcanzar es de 100 km/h (62 mph). La batería de ion de litio de 5.2 kWh puede ser recargada en 180 minutos en enchufe de 110 voltios o en 100 minutos en enchufes de 220 voltios. El rendimiento de combustible del Prius PHEV está estimado en 1,76 litros/100 km (134 mpg) con base en una eficiencia combinada que supone un 43,6 % de operación en modo exclusivamente eléctrico, y emisiones de CO2 de 41 g/km. El rendimiento de combustible del Prius enchufable cuando opera como un híbrido convencional, como el Prius, es de 3,3 litros/100 km (72 mpg) con emisiones de CO2 de 76 g/km.

## Programa de demostración
Toyota anunció que un total de 600 vehículos Prius plug-in de prueba estarán disponibles para alquiler para uso en flotas corporativas y de entes públicos, de los cuales 350 serán enviados a Japón y Europa a finales de diciembre de 2009, y otros 150 serán enviados a los Estados Unidos a inicios de 2010. Todos los vehículos de prueba del programa serán asignados en áreas geográficas específicas y equipados con dispositivos de recolección de datos que permitirán a Toyota monitorear el uso y desempeño de los vehículos con el propósito de profundizar el desarrollo de los sistemas del híbrido enchufable. La información recopilada del programa será publicada en la internet en un sitio dedicado exclusivamente para ese propósito.

### Canadá
Toyota lanzó en marzo de 2010 su programa de demostración en Canadá con cinco automóviles Prius Plug-in, en asociación con instituciones académicas, productores hidroeléctricos e instituciones públicas en cada una de las cuatro provincias que participan en el programa, Columbia Británica, Manitoba, Ontario y Quebec. El clima frío del país permitirá evaluar los efectos adversos de las bajas temperaturas en el funcionamiento de las baterías y en el alcance del vehículo en modo 100% eléctrico.

### Europa
Toyota alquilará aproximadamente 200 vehículos en Europa, de los cuales cerca de 100 irán para Estrasburgo, Francia. Otros países donde el Prius Plug-in será probado son el Reino Unido, Portugal, Alemania, Países Bajos, y otros ocho países europeos que están siendo considerados. En el Reino Unido el programa incluirá solamente 20 Prius PHEV.

### Japón
En Japón Toyota alquilará aproximadamente 230 vehículos a ministerios del gobierno central y a gobiernos locales, los cuales serán escogidos por el Ministerio de Economía, Comercio e Industria, y firmas privadas como compañías de suministro de electricidad.

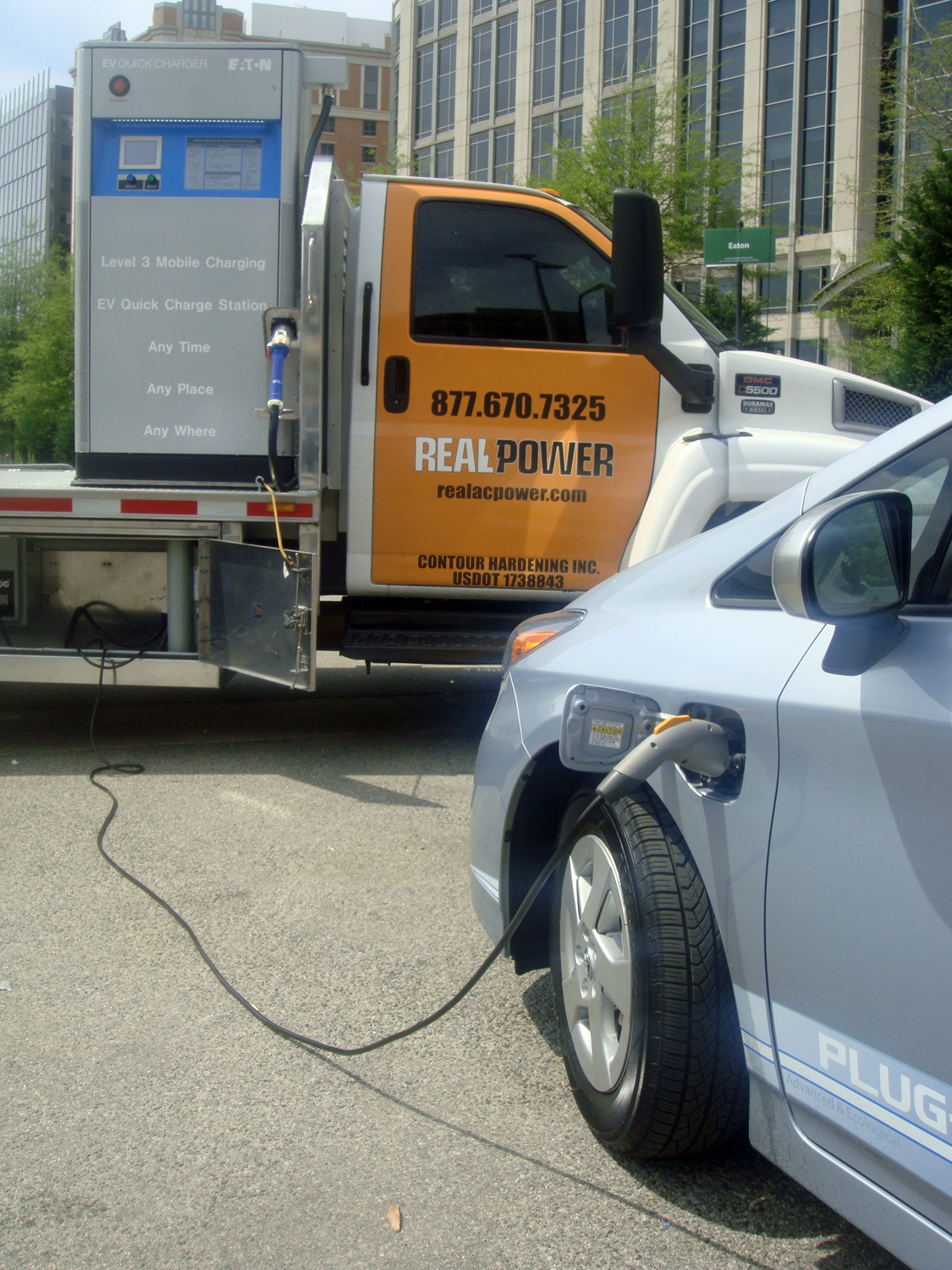
Prius Plug-in del programa de demostración recargando en Washington D. C.

### Estados Unidos
En octubre de 2009, Toyota anunció la sociedad con el primer programa regional en los Estados Unidos con Xcel Energy’s en Boulder, Colorado. Diez Prius PHVs serán asignados entre residentes de Boulder que serán parte de una investigación interdisciplinaria coordinada por el Instituto de Energía Renovable y Sostenible (RASEI) de la Universidad de Colorado en Boulder. Boulder ofrece la oportunidad de monitorear el desempeño de la primera generación de baterías de ion de litio a gran altitud y a bajas temperaturas.
Otros candidatos para programas regionales que están siendo considerados por Toyota son el Norte y el Sur de California, Washington D. C., Nueva York, Oregón y Pensilvania.

## Ventas
En España, en 2012 el Toyota Prius mantiene su dominio entre los híbridos, con 3.738 matriculaciones en lo que va de año. Del total, 76 unidades correspondieron al Prius +, la versión monovolumen y ocho al Prius Plug-in, la variante enchufable.